# Gnomonia nerviseda
Gnomonia nerviseda är en svampart som beskrevs av Cole 1933. Gnomonia nerviseda ingår i släktet Gnomonia och familjen Gnomoniaceae.   Inga underarter finns listade i Catalogue of Life.